# El valor de 6 penikes
«El Valor de 6 penikes» es un tema instrumental del grupo español Los Pekenikes que ocupa la cara B del sencillo Nobles contra villanos. Es un tema muy elaborado con una fuerte percusión de sonoridad africana y un uso de los vientos que recuerdan al sonido groove que se daba en la época entre los orquestadores que provenían del jazz.

## Miembros
- Ignacio Martín Sequeros - Bajo eléctrico, piano.
- Vicente Gasca - Trompeta.
- Félix Arribas - Batería, congas, aro de sonajas, percusión.
- José Vicente Losa - Guitarra sajona.
- Fernando Martínez- Trombón.
- Antonio - Saxo.